# Cristina Peña
Cristina Peña Raigal (Granada, 27 de julio de 1976) es una actriz española.

## Biografía
Cristina Peña estudió interpretación en la escuela de Juan Carlos Corazza y cuenta con una gran experiencia teatral que incluye títulos como Los Pelópidas, A la caza de la extranjera, La otra costilla, La casa de Bernarda Alba, Así en los parques como en el cielo o la más reciente 5mujeres.com.
Comenzó su carrera cinematográfica con un pequeño papel en la película Gitano (2000), de Manuel Palacios, y al año siguiente fue una de las protagonistas del corto Dame cambio (2001), de David y Héctor Las Heras.
Aunque con anterioridad participó en un capítulo de Médico de familia, su rostro comenzaría a ser popular para el gran público a raíz de su participación en la serie televisiva Compañeros, en la que trabajó durante tres temporadas (entre 2001 y 2002) interpretando el personaje de Jose.
Posteriormente rodó Peor imposible, ¿qué puede fallar? (2002), a las órdenes de David Blanco y José Semprún y colaboró en algunos episodios de El comisario, para luego ser una de las protagonistas de la serie Tres son multitud (2003).
Entre 2004 y 2005 interpretó un nuevo papel fijo, esta vez en la serie de Emilio Aragón Casi perfectos, para Antena 3, a la que seguiría su participación en Obsesión (2005), en TVE.
Su último papel continuado en televisión ha sido el de Irene en la última temporada de la exitosa serie 7 vidas (2006). Antes de incorporarse a ésta, en 2005, había sido invitada en su spin off: Aída.
Entre 2006 y 2008 fue colaboradora fija del programa El intermedio, presentado por El Gran Wyoming en La Sexta. En este canal ha participado también en Los irrepetibles, Todos a cien y El club de Flo. Además, ha concursado como invitada en el programa Pasapalabra.
Su último trabajo cinematográfico ha sido Trío de ases: el secreto de la Atlántida (2007), de Joseba Vázquez.
En 2009 grabó la serie Somos cómplices, para Antena 3, en la que interpreta a Soledad, una hábil estafadora que engaña a un hombre rico que busca a su familia para quedarse con su dinero. La serie se estrenó el 15 de septiembre de 2009 en horario de sobremesa.
En 2011 pasó a formar parte del reparto de la serie Los misterios de Laura dando vida a Verónica, la hermana de la protagonista.

## Vida privada
Estuvo casada con el actor Enrique Arce, con el que coincidió en Compañeros en la época en que aún eran pareja. 

## Filmografía

### Cine

#### Largometrajes
| Año  | Título                                   | Personaje         | Director                    |
| ---- | ---------------------------------------- | ----------------- | --------------------------- |
| 2000 | Gitano                                   | Prostituta        | Manuel Palacios             |
| 2002 | Peor imposible, ¿qué puede fallar?       | Chica de la calle | David Blanco y José Semprún |
| 2008 | Trío de ases: El secreto de la Atlántida | Salimnna          | Joseba Vázquez              |
| 2020 | Superagente Makey                        | Abogada Kolya     | Alfonso Sánchez Fernández   |

#### Cortometrajes
| Año  | Título                      | Personaje  | Dirección             |
| ---- | --------------------------- | ---------- | --------------------- |
| 2013 | Personas que quizá conozcas | Valeria    | Álex Rodrigo          |
| 2016 | Donna Nera                  | Donna Nera | Javier Barbero Montes |
| 2018 | Libre                       | Eva        | Víctor Zurita Llarena |

### Televisión
Series de televisión
| Año       | Título                                | Personaje                  | Notas        | Cadena              |
| --------- | ------------------------------------- | -------------------------- | ------------ | ------------------- |
| 1998      | Médico de familia                     | Extra                      | 1 episodio   | Telecinco           |
| 1999-2002 | El comisario                          | Varios personajes          | 3 episodios  | Telecinco           |
| 1999      | Al salir de clase                     | Michelle                   | 1 episodio   | Telecinco           |
| 2000      | Manos a la obra                       | Gogó                       | 1 episodio   | Antena 3            |
| 2001-2002 | Compañeros                            | Josefa «Jose» Salvador     | 40 episodios | Antena 3            |
| 2003      | Tres son multitud                     | Bárbara Montes             | 15 episodios | Telecinco           |
| 2004-2005 | Casi perfectos                        | Mónica Soto                | 16 episodios | Antena 3            |
| 2005      | Obsesión                              | Carmen                     | 18 episodios | TVE                 |
| 2005      | Aída                                  | Remedios                   | 1 episodio   | Telecinco           |
| 2006      | 7 vidas                               | Irene Martínez Lopez       | 9 episodios  | Telecinco           |
| 2008      | LEX                                   | Sara Segovia               | 1 episodio   | Antena 3            |
| 2009      | Somos cómplices                       | Soledad Méndez             | 80 episodios | Antena 3            |
| 2010      | Alfonso, el príncipe maldito          | Carmen Martínez-Bordiú     | 2 episodios  | Telecinco           |
| 2010      | Las chicas de oro                     | Cris                       | 1 episodio   | La 1                |
| 2011      | BuenAgente                            | Cristina                   | 1 episodio   | La Sexta            |
| 2011      | Seis motivos para dudar de tus amigos | Nuria                      | TV Movie     | Canal Sur           |
| 2011-2014 | Los misterios de Laura                | Verónica Lebrel del Bosque | 5 episodios  | La 1                |
| 2013      | Gran Reserva                          | Forense                    | 1 episodio   | La 1                |
| 2014      | Bienvenidos al Lolita                 | Norma                      | 8 episodios  | Antena 3            |
| 2014      | Ciega a citas                         | Hanna                      | 10 episodios | Cuatro              |
| 2015      | Algo que celebrar                     | Laura Navarro              | 8 episodios  | Antena 3            |
| 2018      | Colegas                               | Cristina                   | 1 episodio   | Playz               |
| 2021      | Deudas                                | Julieta Laconcha           | 13 episodios | Atresplayer Premium |

Programas de televisión
| Año             | Título                  | Episodios     | Rol                  | Cadena               |
| --------------- | ----------------------- | ------------- | -------------------- | -------------------- |
| 2001            | Furor                   | 1 programa    | Invitada             | Antena 3             |
| 2002            | La noche de los errores | 1 programa    | Invitada             | Antena 3             |
| 2004; 2010      | Pasapalabra             | 9 programas   | Concursante invitada | Antena 3 y Telecinco |
| 2006            | El club de Flo          | 2 programas   | Concursante          | La Sexta             |
| 2006            | Los irrepetibles        | 1 programa    | Invitada             | La Sexta             |
| 2006-2008; 2011 | El intermedio           | 123 programas | Colaboradora         | La Sexta             |
| 2007            | Todos a cien            | 2 programas   | Invitada             | La Sexta             |
| 2013            | Ilustres ignorantes     | 1 programa    | Invitada             | 0                    |

### Teatro
- Los Pelópidas
- A la caza de la extranjera
- La otra costilla
- La casa de Bernarda Alba
- Así en los parques como en el cielo
- 5mujeres.com (2005)
- Hombres, mujeres y punto (2006)
- La fierecilla domada (2009)
- Rumores (2011)
- Sé infiel y no mires con quién (2011)
- Violines y trompetas (2012)